# Фрагела, Хосе Мигель
Хосе Мигель Фрагела Хиль (исп. José Miguel Fraguela Gil; род. 7 декабря 1953, Лас-Пальмас-де-Гран-Канария) — испанский шахматист, международный мастер (1977).
Чемпион Испании (1975).
Президент шахматной федерации Канарских островов.

## Изменения рейтинга
| Графики недоступны из-за технических проблем. См. информацию на Фабрикаторе и на mediawiki.org. |